# ヘンショクリュウ
ヘンショクリュウ（変色竜／HEMP SHOCK CREW）は日本のインディーズバンド。

## 解説
2014年12月結成。ブラックミュージックから色濃く影響を受けながらも、 昭和歌謡を始めとした日本文化にも深く傾倒する。
ユニバーサルミュージックの新人発掘開発部である Great Hunting 主催オーディション “BAND ON THE RUN”にて全国3000組の中から選ばれ優勝。2015年9月に亀田誠治プロデュースのもとデビューとなりミニ1stアルバム『NIPPOP』を発表。2016年に入ると次回作のためにクラウドファンディングを実施、達成率 120%を超える。それによりフル1stアルバム作『JAHSCO』を発表。その後、フジロックフェスティバル’17に出演。翌2018年から初の自主企画をスタ ートした。
2020年はコロナ禍の影響により活動を自粛したうえに隅田川倫素が脱退するが、2021年に、バンドSASORIのギタリスト／作曲家である真都永浩士が加入し、ベース・ボーカル／作曲家の萩原慈悲之（ハギハラ・ヂーノ）、ドラマーの多華橋喜吉と合わせて現編成となる。